# Ботагоз (фильм)
«Ботагоз» (каз. Ботагөз) — советский фильм казахстанского режиссёра Ефима Арона, снятый по одноимённой повести Сабита Муканова и повествующий о девушке по имени Ботагоз. Премьера картины состоялась 8 декабря 1958 года (Москва).

## Сюжет
С юных лет  Ботагоз пришлось проходить через трудные испытания. Так как Ботагоз всегда старалась отстаивать свою правоту, то она отказала волостному управляющему. По этой причине весь род девушки подвергся всеобщему осуждению. Проклятая своими товарищами, девушка была изгнана из села и стала работать в каменоломне. Однако Ботагоз продолжала мечтать о счастливой жизни и справедливом отношении к себе, она верила во встречу со своим любимым учителем Аскаром, который был арестован за революционную пропаганду.

## В ролях
- Гульфайрус Исмаилова — Ботагоз
- Идрис Ногайбаев — Амантай
- Василий Макаров — Григорий Максимович Кузнецов
- Радий Афанасьев — Алексей Кулаков
- Эрлик Даулбаев — Аскар Дасанов
- Нина Гребешкова — Лиза
- Касымхан Шанин — Буркутбай
- Павел Кайров

## Съёмочная группа
- Режиссёр-постановщик — Ефим Арон
- Художник-постановщик — Павел Зальцман